# Deserto della valle dell'Indo
Il deserto della valle dell'Indo è un deserto quasi disabitato situato nelle regioni centro-orientali del Pakistan che costituisce un'ecoregione definita dal WWF (codice ecoregione: IM1302).

## Geografia

Prosopis cineraria, noto nella regione comunemente come khejri in lingua marwari e hindi

Questa regione arida è situata, come indica il nome, nella valle attraversata dal fiume Indo. I suoi confini occidentali e orientali sono delimitati, rispettivamente, dai fiumi Indo e Chenab. Le temperature presentano una notevole escursione annua: si va da temperature prossime al punto di congelamento in inverno agli oltre 45 °C in estate. La zona riceve una maggiore quantità di precipitazioni rispetto al vicino deserto del Thar; ogni anno vi cadono tra i 640 e i 760 mm di pioggia.

## Flora
La vegetazione è notevolmente influenzata dai rigori del clima. Le formazioni di arbusti spinosi tipiche del deserto sono costituite da gruppetti isolati di Prosopis spp., Salvadora oleiodes e Capparis spp., e da foreste spinose di alberi di alto fusto come Acacia spp., Tamarix spp., Albizia lebbeck e Morus alba.

## Fauna
Questo deserto non ospita una fauna particolarmente ricca di specie o di endemismi, ma offre rifugio a pochi grandi vertebrati molto importanti dal punto di vista della conservazione. Tra essi vi sono il lupo (Canis lupus), la iena striata (Hyaena hyaena), il caracal (Caracal caracal), il leopardo (Panthera pardus) e l'urial del Punjab (Ovis orientalis punjabiensis). Complessivamente sono presenti trentadue specie di mammiferi, ma nessuna di esse è endemica. Più ricca è l'avifauna, con 190 specie, ma nessuna di esse è considerata endemica.

## Conservazione

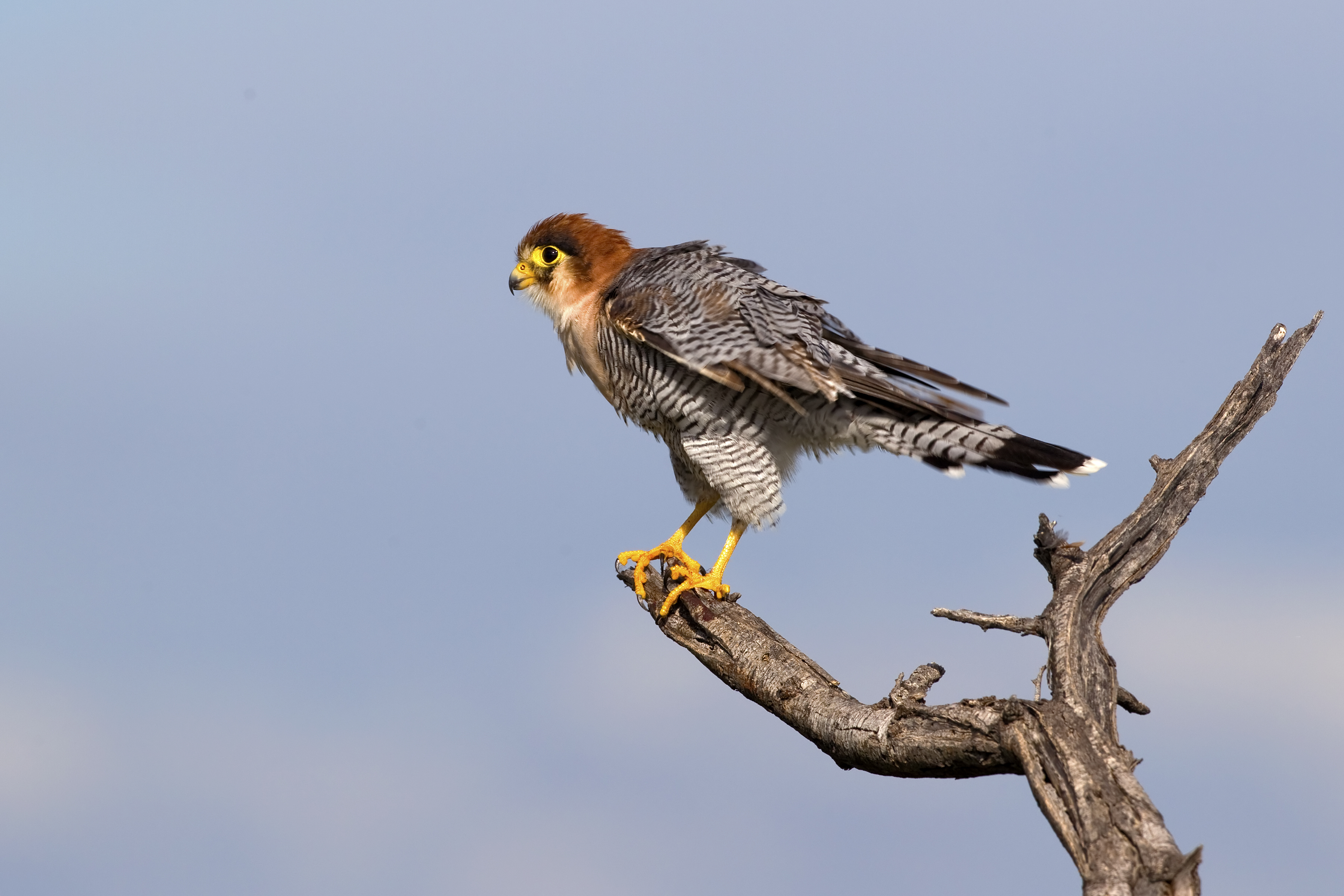
Un esemplare di falco collorosso (Falco chicquera)

Nonostante oltre il 70% di questa ecoregione sia protetto, i cacciatori rendono molto difficile la sopravvivenza alle popolazioni di caracal, di lupi e di altre creature selvatiche, perfino entro i confini delle riserve naturali.